# Hartmuth Baldamus
Hartmuth Baldamus (Dresda, 10 agosto 1891 – Sainte-Marie-à-Py, 14 aprile 1917) è stato un militare e aviatore tedesco, che fu un asso dell'aviazione durante la prima guerra mondiale con 18 vittorie accertate. Decorato con la Croce di Cavaliere dell'Ordine di Hohenzollern con spade, la Croce di Cavaliere di seconda classe dell'Ordine reale di Alberto di Sassonia e la Croce di Ferro di prima classe.

## Biografia
Nacque a Dresda, allora nel Regno di Sassonia, il 10 agosto 1891. Frequentò il liceo a Dresda-Neustadt conseguendo l'abitur nel 1911, e lavorando poi per un anno presso le officine ferroviarie di Dresda.  Studio quindi ingegneria meccanica a Monaco di Baviera, Kiel e Dresda. Nell'estate del 1914,  si congedò dall'università tecnica di Dresda per completare il corso per pilota d'aeroplano sul campo d'aviazione di Johannisthal, vicino a Berlino. Dopo lo scoppio della prima guerra mondiale fu arruolato nell'esercito, offrendosi volontario per essere assegnato ad una squadriglia aerea a Großenhain. Trasferito ad una Feldflieger-Abteilung sul fronte occidentale, ritornando a Großenhain nell'ottobre del 1914 per terminare l'addestramento al pilotaggio. Con il grado di gefreiter ritorno al fronte il 29 marzo 1915, assegnato alla FFA 20 di Douai. 
Il 20 settembre 1915 fu nominato leutnant, e verso la fine dell'anno fu insignito della Croce di Cavaliere di seconda classe dell'Ordine reale di Alberto di Sassonia.
Conseguì la sua prima vittoria aerea il 15 marzo 1916, raggiungendo la quinta vittoria confermata il 29 luglio, e diventando un asso ancora prima di essere assegnato ad una squadriglia da caccia. Il 27 agosto entrò in servizio presso la Jasta 5, passando alla Jasta 9 all'inizio del mese di novembre. Il 2 dicembre raggiunse le nove vittorie accertate.
Quando aveva raggiunto il requisito iniziale per ottenere la concessione della Pour le Mérite, che era stato inizialmente fissato in otto vittorie per i primissimi assi tedeschi, il cosiddetto Fokker Scourge, il requisito fu modificato, e le vittorie richieste divennero 20. L'8 gennaio 1917 fu insignito della prestigiosa Croce di Cavaliere dell'Ordine di Hohenzollern con spade. 
Il 23 gennaio riprese ad abbattere aerei nemici, raggiungendo le 17 vittorie confermate il 12 aprile 1917. Due giorni dopo, alle 11:40 ore, scontrò in volo con un caccia francese Nieuport 17 pilotato da caporale Simon. Il suo aereo precipitò schiantandosi al suolo nei pressi di Sainte-Marie-à-Py.

### Fonti
1. 1 2 3 4 5 6 7 8  Franks, Bailey, Guest 1993, pp. 64-65.
2. 1 2 3 4 5  Sächsische Biografïe.
3. 1 2  The Aerodrome.